# Cal Campaner (Sant Vicenç de Castellet)
Cal Campaner és una obra del municipi de Sant Vicenç de Castellet (Bages) protegida com a bé cultural d'interès local. Es tracta d'una casa rural.
Cal Campaner es troba al costat de l'ermita de Sant Pere de Vallhonesta, a la banda nord-oest de la vall de Vallhonesta a les portes del Parc Natural de Sant Llorenç del Munt i l'Obac.

## Descripció
Cal Campaner es troba al costat de l'església de Sant Pere de Vallhonesta. És una casa fruit de diferents èpoques, tot i que no es conserva l'estructura sencera. Actualment està formada per tres crugies, però tan sols una, la de tramuntana, es conserva dempeus degut a la rehabilitació que es va fer els anys 80. És una casa d'estructura senzilla, de planta i pis, amb teulada a doble vessant amb el carener perpendicular a la façana principal que s'obre a llevant. L'interior és de dues crugies perpendiculars a la façana i l'estructura s'ha modificat per ubicar un refugi amb una habitació amb lliteres al primer pis i menjador a la planta baixa. A la banda de ponent hi ha les restes de la part més antiga de la casa. Es tracta de tres crugies paral·leles i paral·leles a la casa existent. La que queda al centre tan sols té planta baixa, essent utilitzada ara com a terrassa accessible des del primer pis de la casa. El mur del costat nord barreja filades d'opus spicatum amb filades d'obra horitzontal. La segona crugia, situada més a l'oest, es troba en mal estat perquè s'ha enfonsat part del mur de ponent i no conserva el sostre. El mur de tramuntana i el de ponent també presenten filades d'opus spicatum alternades amb filades horitzontals. Entre aquestes dues crugies hi ha un arc diafragma apuntat que es conserva en bon estat. La última i tercera crugia té a l'angle NW l'estructura d'una tina de la que resta el cup que actualment s'utilitza com a dipòsit d'aigua de pluja. És una tina quadrada i l'interior és folrat amb cairons. El mur que tanca el conjunt de la casa pel costat nord és compacte, de blocs de pedra ben tallats i de mides bastant uniformes, amb una espitllera a la part central baixa. Això ens mostra que va ser fer tot d'una vegada, essent un dels més antics de la casa. Al mur de la banda sud, pel que s'accedeix a l'interior de la part enrunada, hi ha un petit contrafort exterior. Cal assenyalar que encara queden restes del mur que lligava el cos reconstruït amb l'enrunat, i que el mur de darrere de la casa reconstruïda forma una mica d'angle.

## Història
Cal Campaner faria les funcions de casa del capellà i rectoria de l'ermita de Sant Pere de Vallhonesta. Vallhonesta formava una quadra jurisdiccional independent que va estar en mans de diferents famílies feudals. El 1115 els feudataris eren els Guàrdia de Montserrat, i no tornem a saber res més fins al 1375, quan el rei vengué la seva jurisdicció juntament amb les de Mura i Granera a Pere de Planella; a mitjans del segle xvi fou propietat de la família Aymerique i, per aliança matrimonial, passà als senyors de Rajadell i Vallformosa que la posseïren fins al segle xix. Des de l'any 1850 forma part del municipi de Sant Vicenç. La primera documentació referent a l'església és del 1115, quan Bernat de Guàrdia dona a la seva muller Ermesseda béns situats a la parròquia de Sant Pere de Vallhonesta; posteriorment és citada a les llistes de les parròquies del bisbat de Vic anteriors al 1154, en les que trobem la parròquia de Valle honesta; a les llistes del 1361 i de
1438 ja no surt, probablement perquè perdé la condició de parroquial degut a la pesta negra, passant a ser sufragània de Sant Vicenç de Castellet; el 1685 és sufragània de Sant Vicenç de Castellbell, tornant a dependre de Castellet el 1870, quan aquesta recupera les funcions parroquials. La població del terme de Vallhonesta es va veure afectada per les epidèmies de pesta del segle xiv i els conflictes del XV, tot i que es va recuperar gràcies a l'economia agrícola basada fonamentalment en la vinya. Al 1375 a Vallhonesa hi havia 13 focs; la crisi de la baixa edat mitjana va reduir la població a 4 focs i no va ser fins a principis del segle xviii que hi hagué una recuperació substancial amb 45 habitants censats l'any 1717.
Actualment hi ha 22 masos. Aquest edifici del costat de l'església es correspondria amb la segona fase de reconstrucció d'aquesta, finals del segle xiii, tal com mostren els murs i els arcs utilitzats en la part més antiga. La seva història aniria paral·lela a la de Sant Pere i, per tant, romandria ocupada durant tot el temps en què l'església estigués en actiu, principalment fins a la Guerra Civil Espanyola. Fa uns anys s'ha restaurat una part i s'utilitza com a refugi excursionista gestionat pel Centre Excursionista de Sant Vicenç des del 1980, moment en què es va restaurar part de la casa. Les últimes obres han estat la rehabilitació de la part sud de la casa, consolidant els arcs gòtics.